# Битва за Бучу
Битва за Бучу — битва за контроль над містом Буча між російськими та українськими збройними силами та іншими збройними формуваннями під час російського вторгнення в Україну 2022 року. У рамках наступу на Київ російські війська намагалися контролювати Бучу, Ірпінь та Гостомель, щоб оточити та взяти в облогу українську столицю Київ із заходу. Колони росіян рухалися з території Білорусі через Чорнобиль — Іванків — Димер.
Через інтенсивність наступу на Київ Київська обласна державна адміністрація назвала Бучу, а також Ірпінь, Гостомель, трасу М06 та Вишгород найнебезпечнішими місцями Київської області. ЗСУ відновили контроль над містом 31 березня 2022 року.

## Передісторія
На початку вторгнення на північ від Бучі, в місті Гостомель, російські війська захопили аеропорт і закріпилися в місті. Хоча українські військові заперечували російську окупацію в Гостомелі, російські війська почали просуватися на південь, щоб захопити Бучу та сусіднє місто Ірпінь з метою оточити Київ.
Перед боєм, 25 лютого 2022 року, повідомлялося, що російські солдати захопили житловий комплекс у Бучі або поблизу неї та виселили жителів перед тим, як відступити в ліси.

## Перебіг подій

### Лютий

#### 25 лютого
Знищено ворожу диверсійно-розвідувальну групу.
Біля в'їзду в місто також знищили колону росгвардії.[джерело?] Близько 17:00 колона кадирівців виїхала з Гостомеля, розстрілявши мирні автівки. Є загиблі та поранені. Після цього ворог кинув техніку та захопив ЖК Park Town.[джерело?]

#### 27 лютого
Російські танки прорвались у центр Бучі. Сили росіян включали танки, десантні підрозділи, інженерні та мостові частини, а також резерви 36-ї загальновійськової армії. Російська артилерія обстрілювала місто, пошкодивши кілька будинків, будівель та іншу інфраструктуру. Жителі повідомили, що через обстріли втратили доступ до води, газу та електрики.
Також росіяни помилково атакували БРДМ-2, встановлений на постаменті як пам'ятник воїнам-афганцям. Згодом російським військам вдалося прорватися в місто, і його частини просунулися до сусіднього міста Ірпінь, тим самим розпочавши битву за Ірпінь. Житель записав кадри нападу російських військ на пам'ятник воїну-афганцю та цивільного автомобіліста, що проїжджав неподалік, можливо, приймаючи їх за ворожу техніку. Внаслідок нападу один чоловік загинув, ще один зазнав поранення.
Українські війська застосували ракетні та артилерійські обстріли та авіаудари, щоб зупинити просування російських військ. У Держспецзв'язку України повідомили, що одним із цих артилерійських ударів була знищена колона російської бронетехніки, яку вони позначили як «група V» (через позначення на автомобілях літери «V»), а також знищено понад 100 одиниць техніки. Українські війська також зруйнували міст, що з'єднує Бучу та Ірпінь, щоб не допустити входу в Ірпінь більшої кількості російських сухопутних військ.
Олексій Арестович стверджував, що до бою долучилися і жителі Бучі, які закидали російську бронетехніку та десантників коктейлями Молотова. Антон Геращенко повідомив, що мирні жителі напали на російську колону у складі 30 одиниць бронетехніки, підпаливши одну-дві з них.
Українська влада попередила жителів Бучі, щоб вони не сідали в автобуси, які «евакуювали» з міста, оскільки вони не ініціювали жодної евакуації. Українська влада стверджувала, що це була хитрість, використана російськими збройними силами, щоб прослідкувати за повністю завантаженими автобусами, аби проникнути в Київ, використовуючи мирних жителів як живий щит. Про це попередження цього ж дня також повідомили в Ірпіні.

#### 28 лютого
28 лютого 2022 року українські війська знищили російську бронетанкову колону. Міський голова Анатолій Федорук опублікував селфі-відео, на якому видно тліючі уламки. Він стверджує, що в результаті бою втрат серед українських військових та цивільних немає.

### Березень

#### 1–2 березня
Бої вщухли настільки, що жителі та журналісти змогли вийти на вулиці та сфотографувати знищені або покинуті російські транспортні засоби та обладнання. Ці фотографії поширювали українські ЗМІ, дехто описав Бучу як «кладовище» знищеної російської техніки.
2 березня 2022 року українські війська почали відправку гуманітарної допомоги в напрямку Бучі.

#### 3 березня
Київська ОДА повідомила, що на Бучу та Ірпінь направляється більше гуманітарної допомоги, а також розпочинається евакуація в обох містах. Повідомляється, що понад 1500 жінок і дітей були евакуйовані потягом і ще 250 — автобусами. Однак ця евакуація була ускладнена через руйнування залізничних колій на деяких маршрутах та триваючих сутичок між українськими та російськими силами.
ЗСУ повернули контроль над Бучею і підняли український прапор над міськрадою. Після того біля міста з'явилися кадирівці. Ворог на деяких напрямках прорвався, тривали вуличні бої. Російські окупанти скидають авіаційні бомби; вибух стався на гоночному трекові біля Чайок. Українські рятувальники відновили електропостачання в місті. Проте російські війська продовжували боротьбу всередині міста, але, як повідомлялося, українські війська відбили їх і відкинули на околиці міста.

#### 4 березня
Під Северинівкою російські окупанти різних підрозділів обмінялися «дружнім вогнем» — знищено 9 танків та 4 БТР. Попри інформацію українського Генштабу про відхід російських військ від Бучі та Гостомельського аеродрому, російські війська увійшли в місто з боку Ворзеля. Анатолій Федорук підтвердив, що місто залишається під контролем України, незважаючи на те, що російські війська досліджують оборону.

#### 5 березня
Російські війська продовжували атакувати Бучу, але постійно відбивалися.

#### 6 березня
Російські війська активізували обстріл міста, убивши незліченну кількість мирних жителів. У міськраді повідомили, що мирні жителі сховалися в підвалах і що місто не могло отримати гуманітарну допомогу через постійні артилерійські обстріли.

#### 7 березня
Генштаб повідомив про зосередження в районі Бучі трьох батальйонно-тактичних груп.

#### 10-14 березня
Місцева влада повідомила про організовану евакуацію населення, проте окупанти перешкоджали вивезенню людей.

#### 15 березня
Окупанти вчинили погром у мерії Бучі та взяли в заручники 6 співробітників.

### Квітень

#### 3 квітня
Міністр МЗС Кулеба закликав Міжнародний кримінальний суд та міжнародні організації приїхати до Бучі та інших міст і селищ Київщини для збору доказів вчинення росіянами воєнних злочинів і злочинів проти людяності.
Генсек ООН Антоніу Гутерреш виступає за проведення незалежного розслідування масових убивств цивільних осіб у Бучі та притягнення винуватців до відповідальності.

#### 4 квітня
Аналіз супутникових знімків The New York Times спростовує твердження Росії про те, що вбивство мирних жителів у Бучі, передмісті Києва, сталося після того, як солдати РФ покинули місто. Журналісти-розслідувачі Bellingcat розвінчали спроби росії перекрутити трагічні події у Бучі на Київщині.
За даними, опублікованими 7 квітня, 90 % жертв серед мирних жителів міста загинули внаслідок розстрілів росіянами.

## Втрати
26 лютого загинув солдат, снайпер 80 ОДШБр Цимбала Олег Андрійович

## Галерея

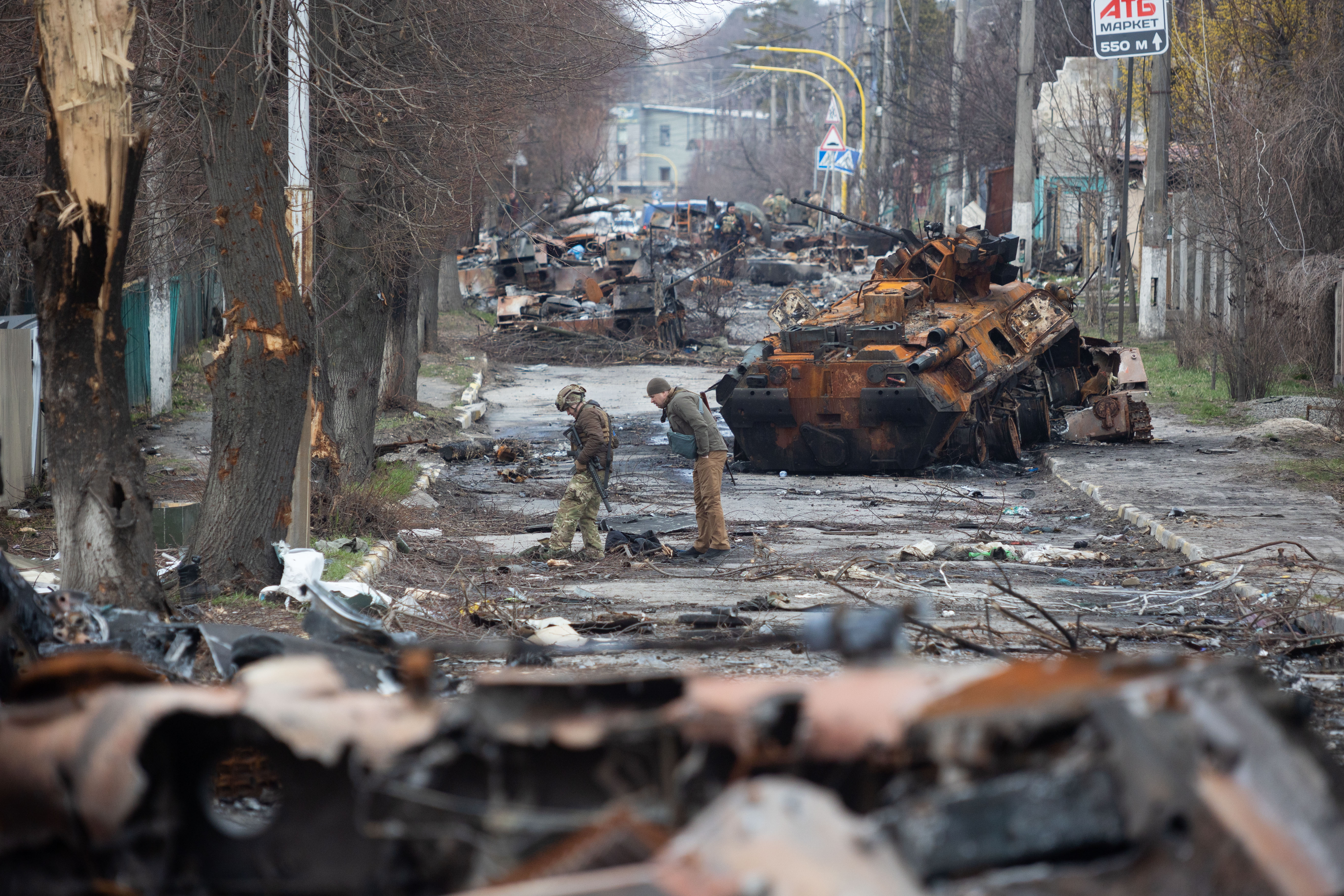
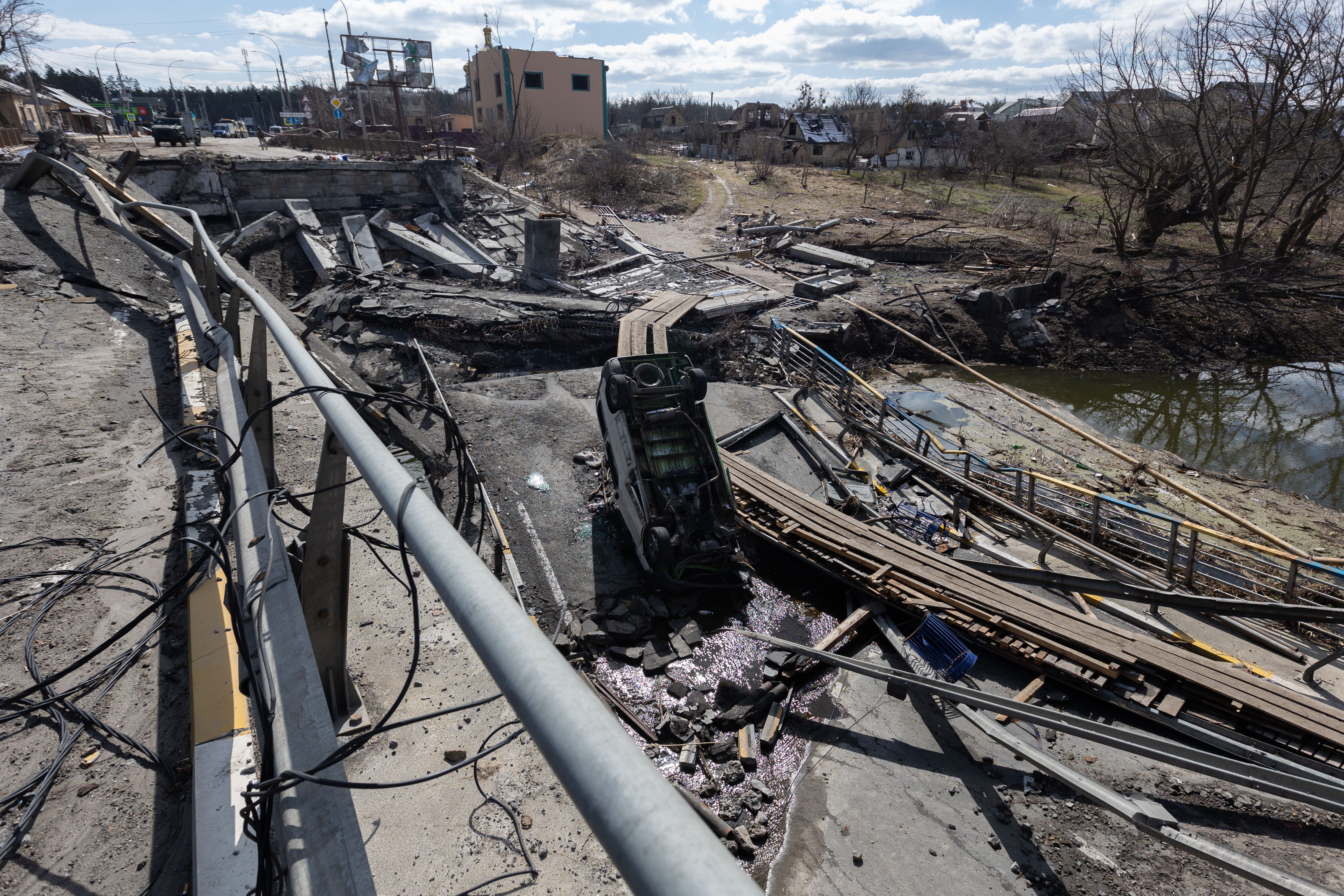
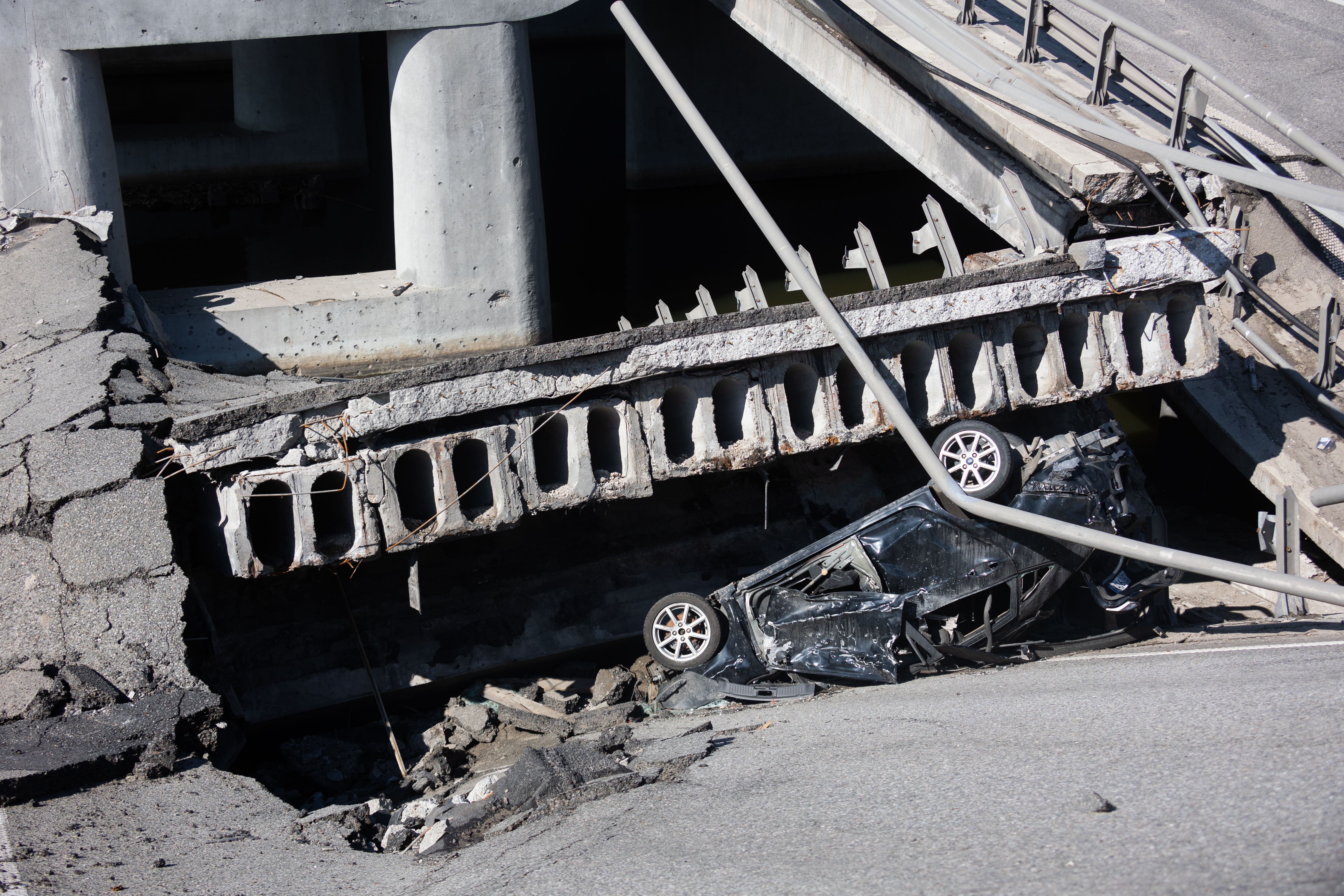
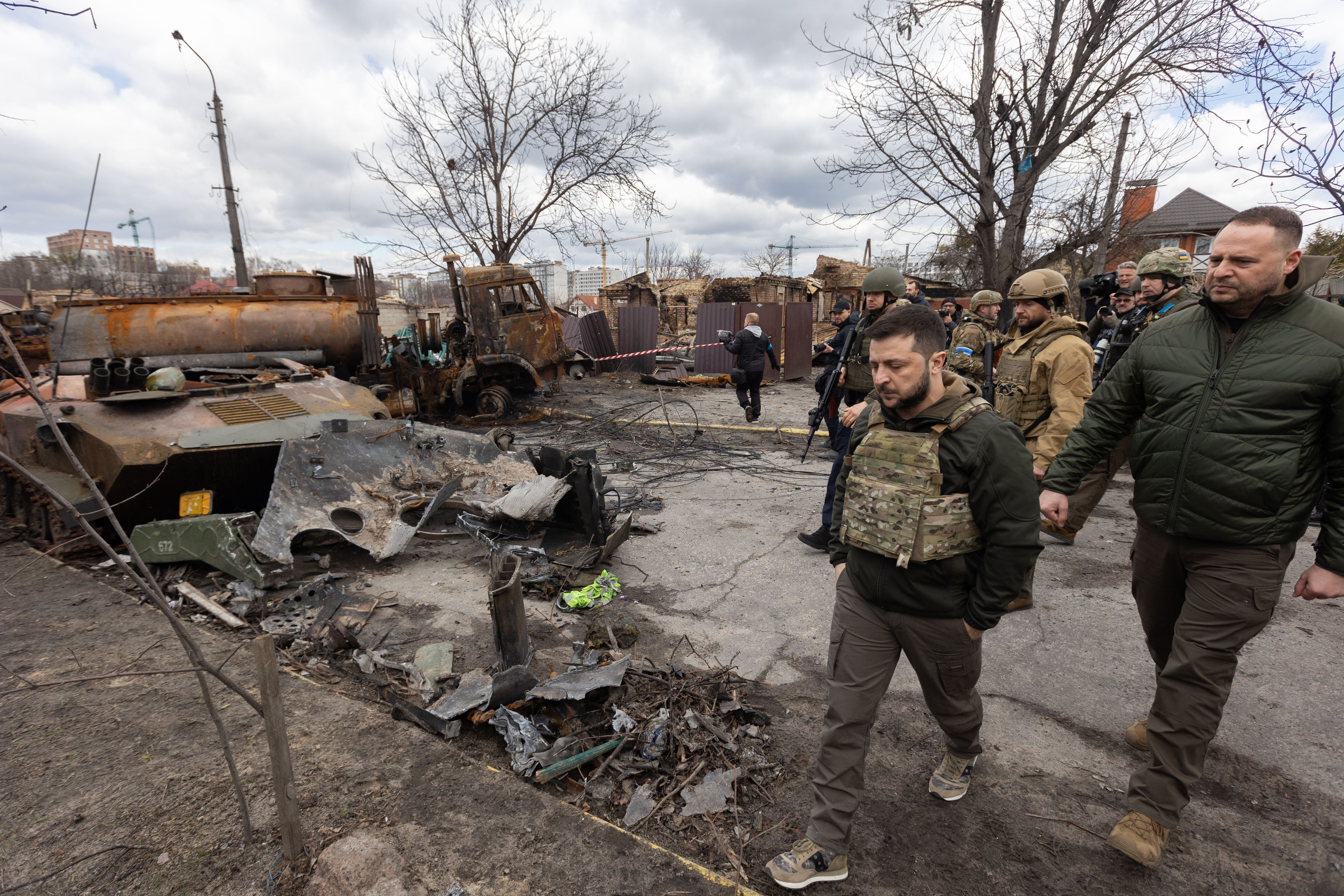
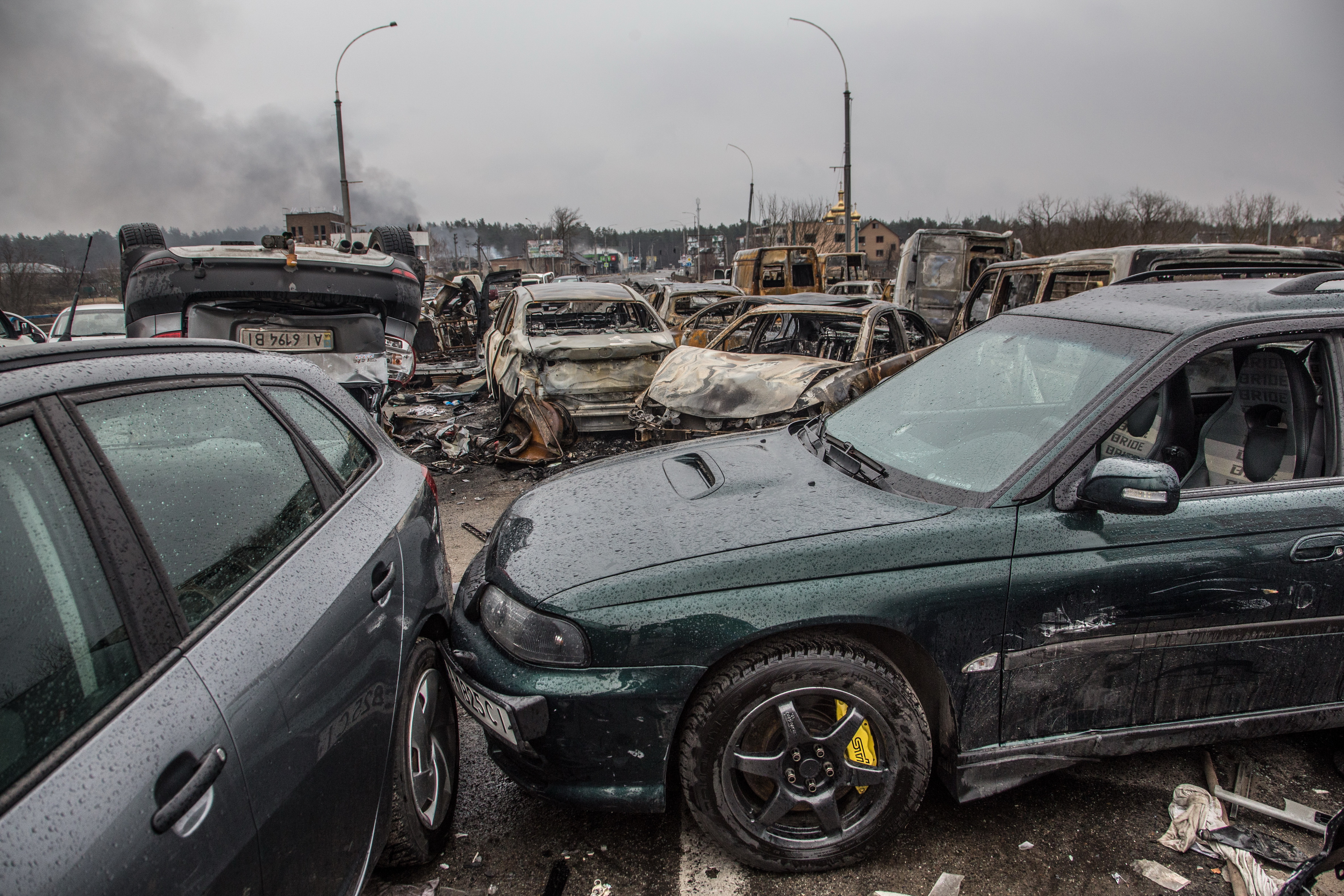

## Вшанування пам'яті
- У Мукачевому є вулиця Героїв Бучі

### Відео
Документальне:
- «Я звертаюся до нього за іменем». Документальний фільм ВВС // BBC Україна, 30 липня 2022